# Ганджур
«Ганджур», або «Ґанжур» (тиб. བཀའ་འགྱུར, «Слова») — енциклопедичний збірник священних, канонічних текстів, перекладений з санскриту, палі, пракритів, китайської та інших мов на тибетську за правління Лігденхана (1604—34). Що сходить до Сіддгартха Ґаутама, його учням та коментаторської традиції. (Якій присвячена друга частина канону, зі зносками та поясненням — Данджур). 
Визнаний різними школами тибетського буддизму що включає Ганджур або Ґанжур («Переклад слова») і Данджур або Танджур («Переклад трактатів»).

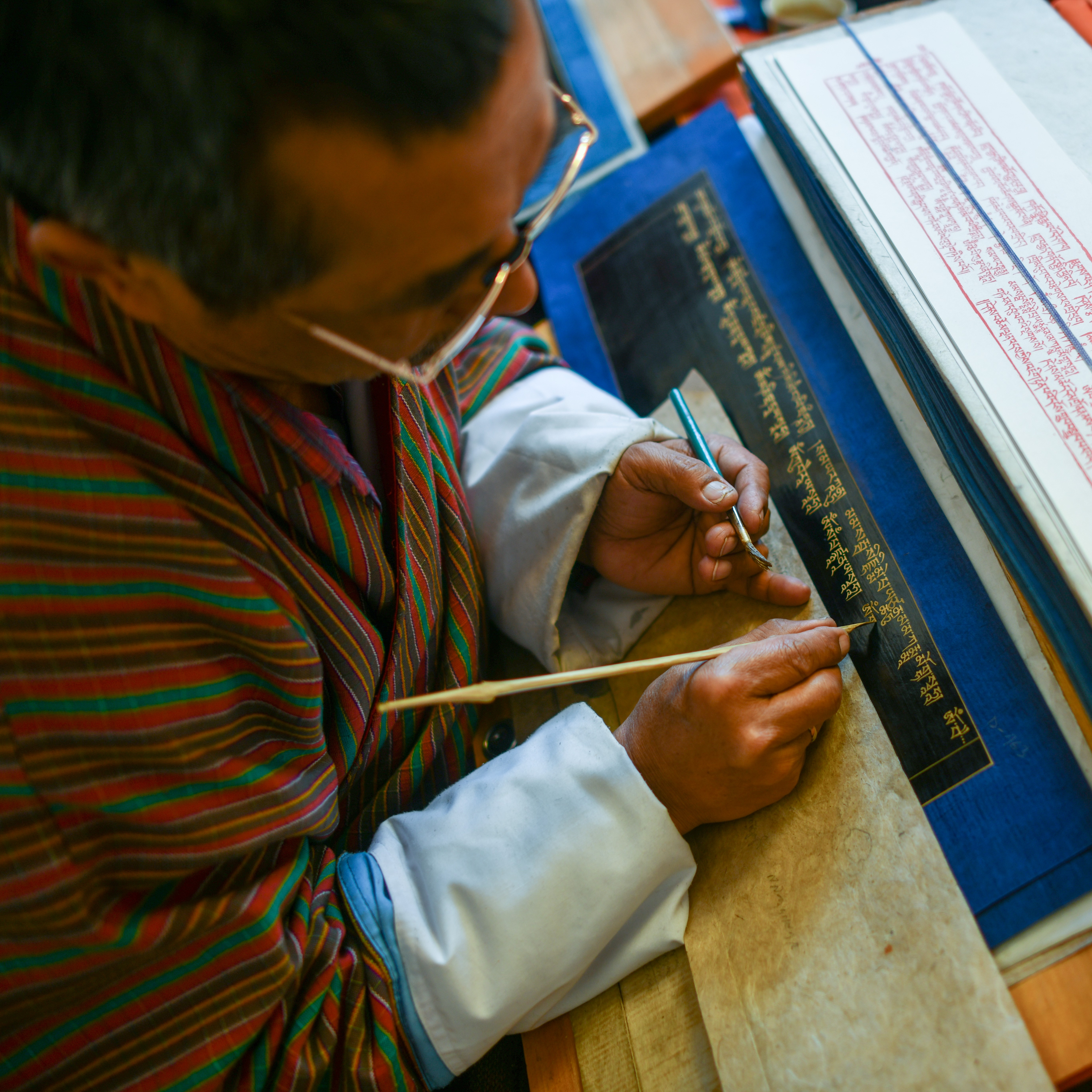
Каліграф пише Ганджур золотим чорнилом. Тхімпху 2021.

Окрім ранніх фундаментальних буддійських текстів ранніх буддистських шкіл, переважно текстів Сарвастівади та Махаяни, тибетський канон включає тантричні тексти. Остання категорія не завжди різко відрізняється від інших: підрозділ тантри іноді включає матеріал, який зазвичай не вважається тантричним в інших традиціях, таких як Сутра Серця, і навіть версії матеріалу, знайдені в Палійському каноні.

## Тибетський буддійський канон
На додаток до більш ранніх основоположних буддійських текстів ранніх буддійських шкіл, переважно текстів Сарвастівади та Махаяни, тибетський канон включає Тантричні тексти. Остання категорія не завжди чітко відмежовується від інших: розділ Тантри іноді включає матеріал, який зазвичай не вважається тантричним в інших традиціях, такий як Сутра Серця і навіть версії матеріалу, знайденого в Палійському каноні.
Тибетці не мали офіційно оформленого канону Махаяни, тому розробили власну схему з двох широких категорій: «Слова Будди» і пізніше коментарі; Ганджур і Данджур відповідно. Остаточну компіляцію «Ганджур» зробив Бу-стон (1290–1364) у 14 столітті. Немає жодних доказів того, що Бу-стон також брав участь у збиранні та виданні Цал па Ганджур, хоча він освятив копію цього Ганджур 1351, коли він відвідав Цхал Гунг-тханг [de] (Eimer 1992:178).
За словами Сак'я Мчог Ідан (1428-1507), Бу-сун редагував Канджур; однак невідомо який саме. «Канг'юр зазвичай займає сто або сто вісім томів, Тенгюр — двісті двадцять п'ять, і ці два разом містять 4569 творів».
- Ганджур, або «Перекладені слова», складається з творів приблизно в 108 томах, які, імовірно, були вимовлені самим Буддою. Імовірно, колись усі тексти мали санскритський оригінал, хоча в багатьох випадках тибетський текст був перекладений з китайської чи іншої мови.
- Данджур або «Перекладені трактати» містить коментарі, трактати та твори абхідхарми (як махаяни, так і не махаяни), загалом близько 3626 текстів у 224 томах.

Канг'юр поділено на розділи Віная, сутри Досконалості Мудрості, інші сутри (75% Махаяни, 25% Хінаяни) і тантри. Він включає тексти про Вінаю, чернечу дисципліну, метафізику та тантри. Деякі описують філософію Праджняпараміти, інші вихваляють чесноти різних Бодхісаттв, тоді як треті пояснюють доктрини Трікайя та Алайя-Віджняна.
Коли вперше було використано термін Ганджур, невідомо. Збірки канонічних буддійських текстів існували вже за часів Трісонга Децена, шостого короля Тибету, який правив з 755 по 797 рік нашої ери, в Спіті.
Точна кількість текстів у Ганджурі не встановлена. Кожен редактор несе відповідальність за видалення текстів, які він вважає фальшивими, і додавання нових перекладів. На даний момент існує близько 12 доступних версій Ганджур. До них належать версії Генцин, Лхаса, Нартанг, Цона, Пекін, Урга, Пхудрак і Палац Стог, кожна з яких названа за фізичним місцем, де вона була надрукована. Крім того, деякі канонічні тексти були знайдені в Монастирі Табо та Дуньхуані, які є більш ранніми зразками текстів, знайдених у Ганджурі. Усі існуючі Ганджур, здається, походять від Старого Монастиря Нартанг Ганджур. Герб Ганджур був добре досліджений, зокрема Гельмутом Еймером.

## Бон Ганджур
Тибетська релігія Бон також має свою канонічну літературу, розділену на два розділи під назвою Ганджур і Данджур, які, як кажуть, були перекладені з іноземних мов, але кількість і зміст колекції ще не повністю відомі. Очевидно, Бон почала набувати літературної форми приблизно в той час, коли буддизм увійшов до Тибету. Молитва Ганджур містить одкровення Тонпи Шенраба (Wylie: gShen rab), традиційного засновника Бон. Версія була опублікована в 1993-1997 роках.